# Terameter
| Grotere/kleinere eenheden | Grotere/kleinere eenheden | Grotere/kleinere eenheden |
| factor                    | naam                      | symbool                   |
| ------------------------- | ------------------------- | ------------------------- |
| 10−15                     | femtometer of fermi       | fm                        |
| 10−12                     | picometer                 | pm                        |
| 10−10                     | ångström                  | Å                         |
| 10−9                      | nanometer                 | nm                        |
| 10−6                      | micrometer of micron      | µm                        |
| 10−3                      | millimeter                | mm                        |
| 10−2                      | centimeter                | cm                        |
| 10−1                      | decimeter                 | dm                        |
| 1                         | meter                     | m                         |
| 101                       | decameter                 | dam                       |
| 102                       | hectometer                | hm                        |
| 103                       | kilometer                 | km                        |
| 106                       | megameter                 | Mm                        |
| 109                       | gigameter                 | Gm                        |
| 1012                      | terameter                 | Tm                        |

Een terameter is een afstandsmaat. Eén terameter is 1 000 000 000 000 meter of 1 miljard kilometer. Het is eenvoudiger te schrijven als: 1012 meter. Het symbool van de terameter is Tm.
De terameter is alleen een zinvolle eenheid in de astronomie, maar daar wordt er in de praktijk de voorkeur aan gegeven om niet-standaardeenheden zoals astronomische eenheid, lichtjaar en parsec te gebruiken.